# Karposaari
Karposaari är en ö i Finland. Den ligger i sjön Pihlajavesi och i kommunen Nyslott i  landskapet Södra Savolax, i den sydöstra delen av landet, 270 km nordost om huvudstaden Helsingfors. Öns area är 4 hektar och dess största längd är 400 meter i nord-sydlig riktning.